# Артемий (Кищенко)
Архиепи́скоп Арте́мий (в миру Алекса́ндр Анато́льевич Ки́щенко; 25 апреля 1952, Минск — 22 апреля 2023, Гродно) — епископ Русской православной церкви, архиепископ Гродненский и Волковысский (1996—2021).

## Биография

### Образование и начало церковного служения
По окончании средней школы в 1969 году поступил в Белорусский институт механизации и электрификации сельского хозяйства, окончил три курса.
С 1973 по 1975 год проходил службу в Советской армии.
После службы в армии был послушником Псково-Печерского монастыря (1975—1976).
В 1976 году поступил в Ленинградскую духовную семинарию.
8 октября 1978 года в храме святого апостола и евангелиста Иоанна Богослова Ленинградской духовной академии архиепископом Выборгским Кириллом (Гундяевым), ректором Ленинградских духовных школ, пострижен во чтеца.
7 февраля 1982 года резолюцией митрополита Ленинградского и Новгородского Антония (Мельникова) назначен псаломщиком Успенской церкви города Олонца Карельской АССР. 21 февраля митрополитом Ленинградским Антонием (Мельниковым) рукоположён целибатом во диакона и назначен на служение в Олонецкой Успенской церкви.
28 сентября 1982 года председателем учебного комитета при Священном синоде Русской православной церкви митрополитом Талинским и Эстонским Алексием (Ридигером) направлен в распоряжение митрополита Минского и Белорусского Филарета (Вахромеева), патриаршего экзарха Западной Европы, для прохождения церковно-приходского служения в храме своего детства.
24 марта 1984 года рукоположён во иерея и назначен на должность священника Минского Александро-Невского храма.
18 апреля 1993 года возведён в сан протоиерея.

### На Гродненской кафедре
27 декабря 1995 года решением Священного синода избран епископом Гродненским и Волковысским. 3 января 1996 года в Жировичском монастыре пострижен в монашество с именем в честь Артемия, великомученика Антиохийского. 8 января возведён в сан архимандрита. 4 февраля хиротонисан во епископа Гродненского и Волковысского.
С 1997 по 1998 годы был председателем совета Центра православного просвещения во имя преподобной Евфросинии Полоцкой.
9 сентября 2004 года постановлением совета Минской духовной академии епископу Артемию присвоена учёная степень кандидата богословия за диссертацию на тему «Введение в православное богословие».
С 2004 по 2014 год — доцент Института теологии Белорусского государственного университета, где  преподавал на кафедре библеистики и церковно-практических дисциплин.
В 2006 году поступил в Христианскую теологическую академию города Варшавы. По окончании курса в 2007 году постановлением совета академии ему присвоена степень магистра богословия за диссертацию на тему: «Проблемы преподавания предмета „Катехизис“ в странах бывшего Советского Союза».
18 июля 2012 года в Успенском соборе Троицкой Сергиевой лавры патриархом Кириллом возведён в сан архиепископа.
21 февраля 2013 года в Христианской теологической академии Варшавы защитил диссертацию «История Гродненской Православной епархии в 1921—1939 годах», после чего ему была присвоена учёная степень доктора теологии.

### Позиция в ходе протестов 2020 года и увольнение на покой
Во время массовых протестных акций в Белоруссии в августе 2020 года, после президентских выборов, выступил с рядом заявлений, в которых осудил насилие и кровопролитие. Впоследствии его заявления были интерпретированы как поддержка протестующих и дезавуированы руководством БПЦ и вызвали резонанс в мировых СМИ. Явился единственным из священноначалия (епископата) БПЦ, кто осудил насилие. В частности, 14 марта 2021 года, в Прощёное воскресенье, заявил в своём слове в Покровском соборе Гродно: «Идти путем приспособленчества — это путь самоуничтожения. Входить в политику, входить в какие-то другие проблемы тоже не присуще Церкви. Но Церковь не должна быть безразлична ко всему происходящему. Новомученики и праведники нашего времени всегда говорили: „Молчанием предаётся Бог“. Быть христианином — это значит быть крестоносцем. Начиная в борьбе со своими пороками, в борьбе со своим личным грехом, в борьбе с общественными нестроениями, с церковными проблемами — это крест тяжёлый, который надо нести, иногда жертвуя собой».
8 июня 2021 года Синод БПЦ под председательством митрополита Минского Вениамина (Тупеко) принял решение «ходатайствовать перед Святейшим Патриархом Московским и всея Руси Кириллом и Священным Синодом о почислении на покой архиепископа Гродненского и Волковысского Артемия по состоянию здоровья и о назначении на Гродненскую кафедру епископа Слуцкого и Солигорского Антония». На следующий день Священный синод РПЦ «с помощью средств удаленной связи» принял определение «почислить Преосвященного архиепископа Гродненского и Волковысского Артемия на покой по состоянию здоровья согласно ходатайству Синода Белорусского Экзархата, определив местом пребывания Преосвященному архиепископу Артемию город Минск».
Это решение было расценено некоторыми верующими и духовенством в Белоруссии, а также рабочей группой «Христианская визия» Координационного совета белорусской оппозиции как «насильственное смещение епархиального архиерея, мотивированное заведомо ложным поводом: якобы „по состоянию здоровья“», а в действительности вызванное «публичной нравственной позицией <…> в ходе общественно-политического кризиса, начавшегося в Беларуси летом 2020 года». В интервью архиепископ Артемий подтвердил принудительный характер своего почисления на покой, которое, согласно его словам, было осуществлено «по указке государства». Около полутора тысяч человек подписали обращение на имя патриарха Московского Кирилла с просьбой отменить решение Синода об отставке архиепископа Артемия. Сайт telegraf.by привёл слова анонимного священника: «Его вынуждают уехать из Гродно. Это самое страшное и бесчеловечное в этой ситуации. Владыка действительно немолод, он прожил здесь большую часть жизни. Здесь у него друзья, круг общения, и здесь его врачи, которые знают все его болячки. А в Минске у него никого. У него там есть крохотная однокомнатная квартира».
24 сентября 2021 года Священный синод Русской православной церкви удовлетворил его прошение об определении ему местом пребывания на покое города Гродно вместо города Минска.

### Кончина и погребение
Скончался 22 апреля 2023 года на 71-м году жизни. Сайт Гродненской епархии сообщил, что покойный, согласно завещанию, будет погребён 24 апреля на Чижовском кладбище Минска рядом с могилами родственников.

## Награды
- Орден Преподобного Сергия Радонежского II степени (29 декабря 1999)
- Орден Святого благоверного князя Даниила Московского II степени (25 апреля 2002)
- Орден Креста преподобной Евфросинии Полоцкой (5 июня 2002)
- Орден Преподобного Серафима Саровского II степени (4 февраля 2006)
- Орден Святителя Кирилла Туровского I степени (25 апреля 2007)
- Орден Святителя Иннокентия, митрополита Московского и Коломенского, II степени (2012)[19][20]
- Орден «Алгыс» («Благодарение») (2012)[21]

## Публикации
Книги
- Катехизис : учебно-методическое пособие / сост. Артемий, епископ Гродненский и Волковысский. — Минск : Зорны Верасок, 2009. — 335 с. — ISBN 978-985-6957-05-8
- Введение в православное богословие: учебн.-метод. пособие / сост. Артемий (Кищенко), епископ Гродненский и Волковысский. — Минск : Зорны Верасок, 2010. — 336 с.
  - Введение в православное богословие : учебно-методическое пособие / [сост. Артемий, епископ Гродненский и Волковыский; печатается по решению Совета Института теологии БГУ от 07. 09.2009 г.]. — 2-е изд. — Минск, 2011. — 335 с. — ISBN 978-985-6957-52-2
- Пропаведзі / епіскап Арцемій (Кішчанка); [пер. на бел. мову іерэя Ігара Данільчыка; па благаславенню рэктара Мінскіх Духоўных Акадэміі і Семінарыі архімандрыта Іаасафа]. — Жыровічы : Выдавецтва Мінскай Духоўнай семінарыі, 2012. — 380 с. : іл. — ISBN 978-985-7028-04-7

Интервью
- «Я считаю, что в Церкви нужно начинать с самих себя»: Беседа с еп. Артемием (Кищенко) // Русская мысль. 1999. 11 февраля. — № 4257.
- Интервью: Епископ Гродненский Артемий: Спорт — посол мира? // Гродненская епархия, 2 июля 2012
- Архиепископ Гродненский Артемий: Христианство — самая неудобная для человека религия // Православие и мир, 31 июля 2012
- Архиепископ Гродненский Артемий: Церковь стоит на крови мучеников, а не на приспособленчестве // Православие и мир, 11 октября 2012
- Архиепископ Гродненский Артемий: Назови мне свои праздники, и я скажу тебе, кто ты // Православие и мир, 7 ноября 2012
- Архиепископ Артемий: «Благовещение на Крестопоклонной неделе — это парадокс в кубе» // Православие и мир, 7 апреля 2013
- Архиепископ Гродненский Артемий: Если рождество у нас украли, значит, оно «лежало» бесхозным // Православие и мир, 23 декабря 2013
- Патриарх Тихон: «Пусть погибнет имя мое в истории, лишь бы Церкви была польза» // Православие и мир, 18 ноября 2014
- Архиепископ Гродненский Артемий: Не волнуйтесь, будете жить по-христиански — гонения вас не оставят // Православие и мир, 3 ноября 2014
- Епископ Гродненский Артемий: Первым моим катехизатором стал церковный сторож // Православие и мир, 27 февраля 2015
- «Жить так, чтобы жизнь была проповедью» // Гродненская правда, 14 февраля 2016
- «У нас граница между православными и католиками проходит по семьям» // Православие и мир, 15 февраля 2016
- Архиепископ Артемий «Будьте как дети» // Перспектива, 16 марта 2016 года (№ 19)
- Кто оправдает ваш «праведный» гнев? Вы сами? // Православие и мир, 8 апреля 2016
- О служении и церковной традиции в Западной Беларуси // Журнал Московской Патриархии. 2019. — № 5. — С. 40-44
- Православный Ватикан: архиепископ Артемий о Псково-Печерском монастыре // Гродненская епархия, 5 июля 2020
- «Меньше ищите старцев, а больше духовников» // Гродненская епархия, 26 октября 2020
- «Мы превратились в церковь периода застоя». Архиепископ Артемий — о служении в РПЦ // svoboda.org, 13 июня 2021.